# قایق نجات کلاس برد
لایف‌بوت کلاس برد (به انگلیسی: Brede-class lifeboat) یک کلاس از کشتی است که طول آن ۳۳ فوت (۱۰ متر) می‌باشد.